# Törökország múzeumainak listája

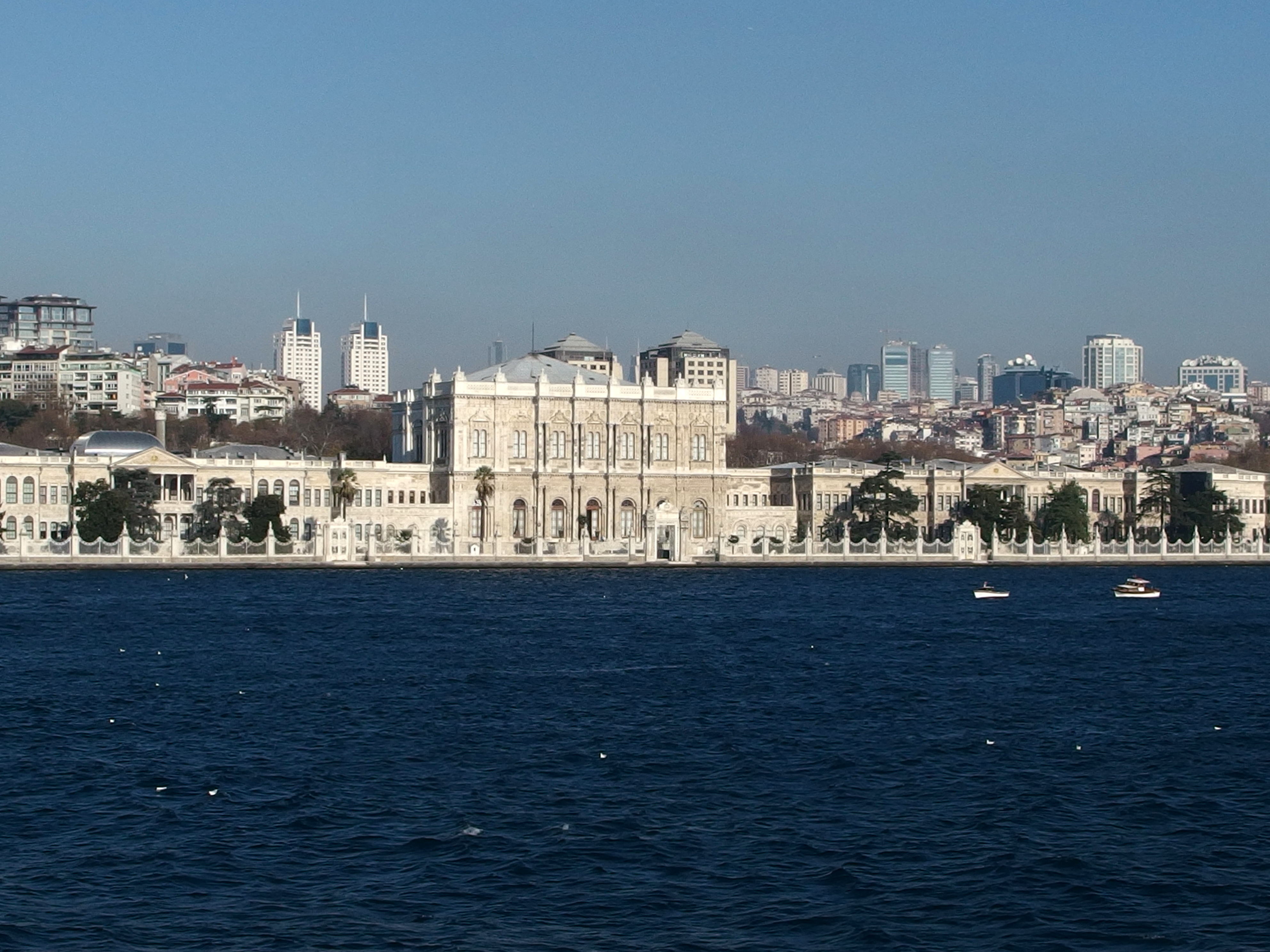
Az isztambuli Dolmabahçe palota, ma múzeum

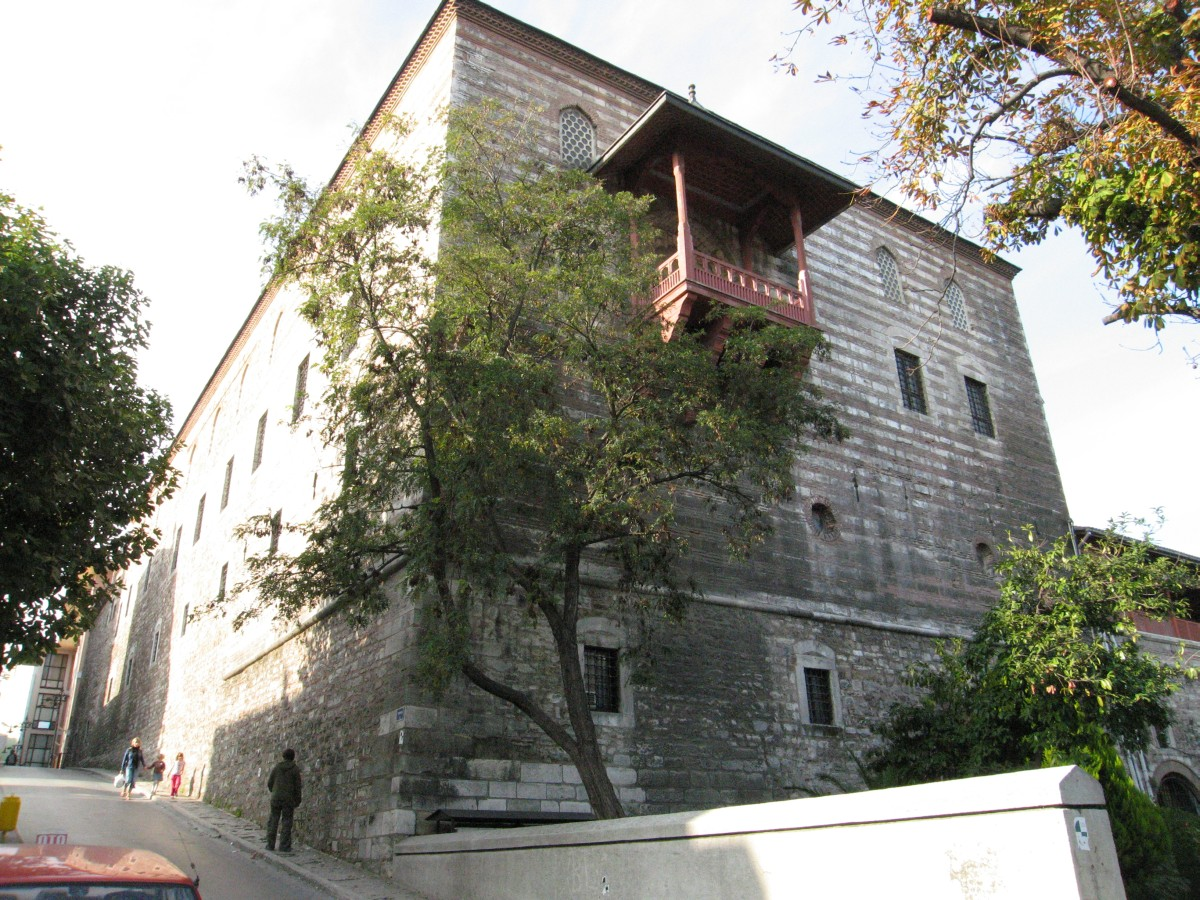
Török és Muszlim Művészetek Múzeuma, Isztambul

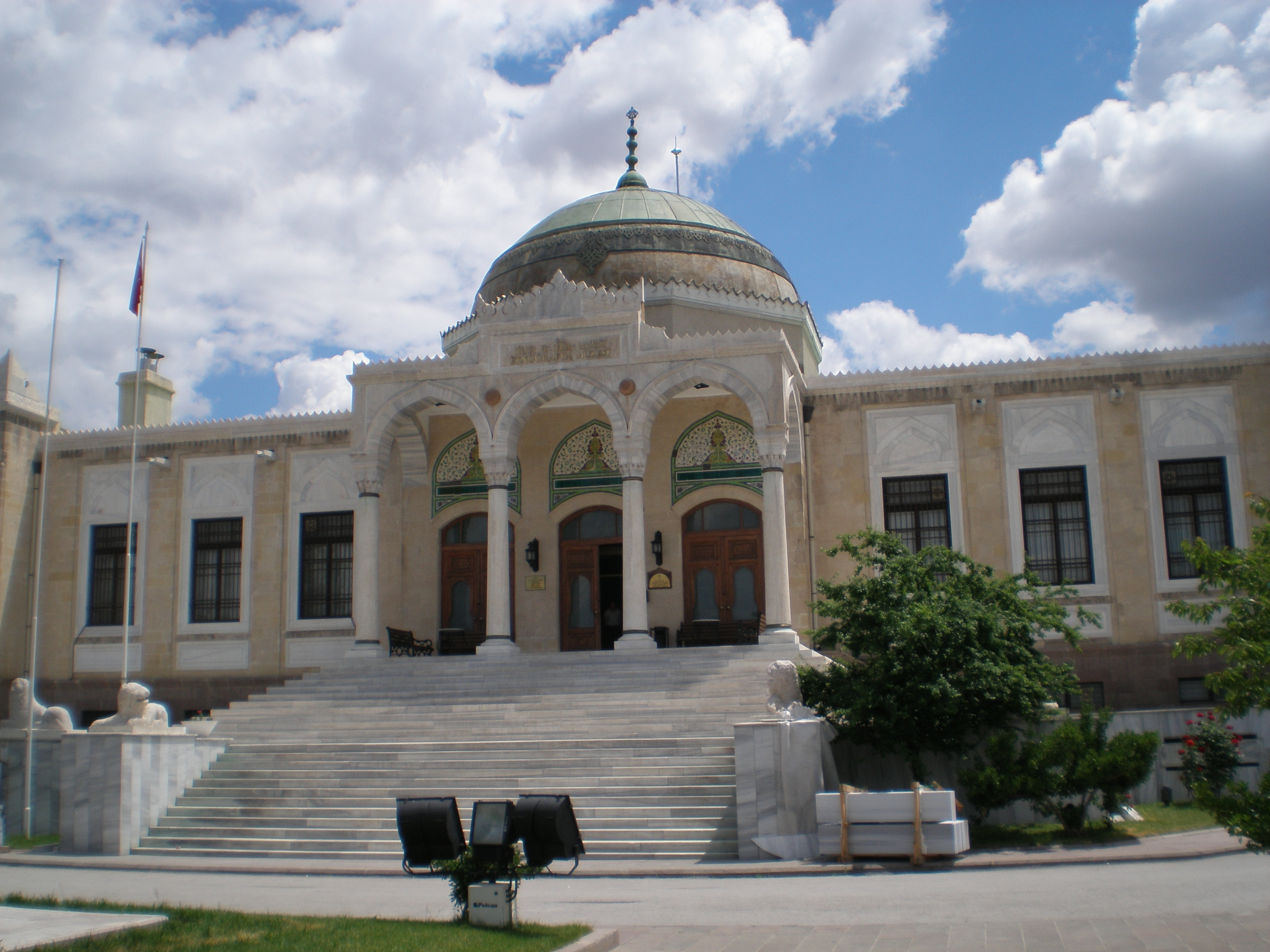
Az Ankarai Néprajzi Múzeum

Törökország múzeumai a köztársaság kikiáltását követően jelentős mértékben fejlődtek, főleg annak köszönhetően, hogy Kemal Atatürk nagy jelentőséget tulajdonított az anatóliai műemlékek kutatásának és kiállításának. A köztársaság kikiáltásakor még csak kevés múzeum létezett: az Isztambuli Régészeti Múzeum (Asar-ı Atika Müzesi), az Isztambuli Katonai Múzeum (a Hagia Eiréné épületében), az Iszlám Múzeum (Evkaf-ı Islamiye Müzesi) az isztambuli Szulejmán-mecset épületegyüttesében és az Oszmán Birodalmi Múzeum (Müze-i Humayun) intézményei pár nagyobb városban.
A Török Régészeti Múzeum (Türk Asar-ı Atikası), amelyet a köztársaság fennállásának első éveiben alapítottak, tanulmányokat folytatott a régészeti és néprajzi leletek összegyűjtése, válogatása, katalogizálása és védelme érdekében. Anatólia több tartományában is helyreállították és múzeummá alakították a hatalmas épületeket, például templomokat, mecseteket és karavánszerájokat. A Topkapı palota, amelyet múzeummá alakítottak a bútorai és műalkotásai kiállításával, 1927-ben nyílt meg a nagyközönség előtt. Ugyanebben az évben az Iszlám Múzeumot átalakították Török és Muszlim Műalkotások Múzeumává, a konyai Mevlana dervisház szintén múzeum lett.
Az Ankarai Néprajzi Múzeum, az első, melynek épülete már múzeumnak épült, 1930-ban épült fel. Új múzeumok jöttek létre Bursa, Adana, Manisa, İzmir, Kayseri, Antalya, Afyon, Bergama és Edirne városában is. A Hettita Múzeum, amelyet 1940-ben alapítottak Ankarában, helyreállítás és felújítás után Anatóliai Civilizációk Múzeuma néven nyílt meg 1968-ban.
Ma 99 múzeum igazgatósága tartozik a Kulturális és Turisztikai Minisztérium fennhatósága alá, emellett 36 tartományban 151 magánkézben lévő múzeum és 1204 magángyűjtemény található.

## Múzeumok listája

### Adana
- Adanai Régészeti Múzeum
- Adanai Filmmúzeum
- Adanai Néprajzi Múzeum
- Atatürk Múzeum
- Misis Mozaikmúzeum

### Afyonkarahisar
- Afyonkarahisari Régészeti Múzeum
- Győzelem Múzeum
- Atatürk háza (Şuhut)

### Ankara
- Anatóliai Civilizációk Múzeuma
- Anıtkabir
- Ankarai Repülési Múzeum
- Ankarai Néprajzi Múzeum
- Feza Gürsey Tudományos Központ
- Pembe Köşk
- Rahmi M.Koç Múzeum (Ankara)
- Ankara római fürdői
- Állami Festészeti és Szobrászati Múzeum
- TCDD Szabadtéri Gőzmozdony-múzeum
- Ulucanlar Börtönmúzeum
- Függetlenségi Háború Múzeuma

### Antalya
- Antalyai Régészeti Múzeum
- Atatürk-ház Múzeum (Antalya)

### Aydın
- Aydıni Régészeti Múzeum

### Gaziantep
- Gaziantepi Régészeti Múzeum

### Bayburt
- Baksı Múzeum

### Hatay
- Hatay Régészeti Múzeum

### Isztambul
- Adam Mickiewicz Múzeum
- Ahmet Arif Irodalmi Múzeumi Könyvtár
- Ahmet Hamdi Tanpınar Irodalmi Múzeumi Könyvtár
- Anadoluhisarı
- Aşiyan Múzeum
- Atatürk Múzeum
- Isztambuli Repülési Múzeum
- Aynalıkavak palota
- Beylerbeyi palota
- Chora templom
- Doğançay Múzeum
- Dolmabahçe palota
- Fenerbahçe Múzeum
- Galatasaray Múzeum
- Nagy Palotai Mozaikmúzeum
- Hagia Szophia
- Ihlamur palota
- Isztambuli Régészeti Múzeum
- Isztambuli Kortárs Művészeti Múzeum
- Isztambuli Modern Múzeum
- Isztambuli Hajózási Múzeum
- Isztambuli Vasúti Múzeum
- Isztambuli Játékúzeum
- Isztambuli UFO-múzeum
- Isztambuli Zoológiai Múzeum
- Işbank Múzeum
- Törökországi Zsidó Múzeum
- Küçüksu palota
- Maslak palota
- Mehmet Akif Irodalmi Múzeumi Könyvtár
- Hercegek Szigete Múzeum
- Isztambuli katonai Múzeum
- Világító- és Fűtőtestek Múzeuma
- Pammakarisztosz templom
- Perai Múzeum
- Platform Garanti Kortárs Művészeti Központ
- Proje4L / Elgiz Kortárs Művészeti Múzeum
- Rahmi M. Koç Múzeum
- Rumelihisarı
- Sadberk Hanım Múzeum
- Sakıp Sabancı Múzeum
- SantralIstanbul Energia Múzeum
- SantralIstanbul
- Az ártatlanság múzeuma
- Topkapı palota
- Török és Muszlim Művészetek Múzeuma
- Nők Múzeuma
- Yıldız palota

### İzmir
- Ahmed Adnan Saygun Művészeti Központ
- Çamlık Vasúti Múzeum
- İzmiri Régészeti Múzeum
- İnciraltı Tengeri Múzeum
- İzmiri Festészeti és Szobrászati Múzeum
- Izmiri Néprajzi Múzeum
- İzmiri Játékmúzeum
- Avrasya Anı Evi (Eurázsia Emlékház)

### Konya
- Mevlana Múzeum

### Manisa
- Manisai Régészeti Múzeum

### Mersin
- Mersini Múzeum
- Atatürk Múzeum
- Mersin Hajózási Múzeum
- Silifke Múzeum
- Tarsus Múzeum

### Tekirdağ
- Namık Kemal Ház Múzeum
- Rákóczi Múzeum

### Trabzon
- Trabzoni Hagia Sophia
- Trabzoni Múzeum

### Uşak
- Uşaki Régészeti Múzeum